# Frederiksværk Vævekreds
Frederiksværk Vævekreds blev stiftet den 14. april 1985 og er hjemmehørende i Halsnæs Kommune. 
Foreningens formål er at fremme forståelse og respekt for vævning. Stifterne ønskede dels at holde liv i en gammel kulturarv, dels at dyrke fælles interesser, dygtiggøre sig og inspirere hinanden. Udover vævning arbejder medlemmerne med andre tekstile håndværk og håndarbejder, som f.eks. filtning, spinding og flettearbejder. 

## Aktiviteter
1. august 1990 flyttede Frederiksværk Vævekreds ind i kommunalt ejede foreningslokaler i Raskmagerhuset, på krudtværksområdet i Frederiksværk. Her står foreningens mange væve, som medlemmerne har mulighed for at benytte og her holder foreningen deres kurser, foredrag og workshops. Væver Paul Jensen er tilknyttet vævekredsen som vejleder på vævekurserne.
I Raskmagerhuset mødes flere af vævekredsens interessegrupper, f.eks. filtegruppen og vævegruppen. Vævegruppen har gennem årene vævet billedtæpper til forskellige offentlige institutioner: Frederiksværk bibliotek, Krudthuset, dommerkontoret og det lokale krisecenter. Filtegruppen har bl.a. filtet en stor billed-skulptur til Torvets Børnehus og legetøj til krisecenteret.

## Udstillinger
Frederiksværk Vævekreds har, i samarbejde med væver Paul Jensen, arrangeret to store tekstiludstillinger i Gjethuset. Den 17. april 1993 var der fernisering på udstillingen "Fra væv til...?", hvor 39 professionelle vævere deltog sammen med 15 af vævekredsens medlemmer. Udstillingen fik støtte fra bl.a. Statens Kunstfond og Kulturministeriet og fik stor bevågenhed i både ind- og udland. Den 8. september 1996 åbnede den anden store tekstiludstilling, Tidens tråd, hvor 11 nordsjællandske tekstilkunstnere deltog; også denne gang i Gjethuset. Siden har foreningen holdt flere medlemsudstillinger i Ågalleriet.

## Ekstern henvisning
- Frederiksværk Vævekreds' hjemmeside